# Parafia św. Katarzyny w Cerkiewniku
Parafia św. Katarzyny w Cerkiewniku – parafia rzymskokatolicka, znajdująca się w archidiecezji warmińskiej, w dekanacie Dobre Miasto. W parafii posługują księża diecezjalni. Według stanu na styczeń 2019 proboszczem parafii był ks. Mirosław Pękała. 